# Mathieu Debuchy
Mathieu Debuchy, född 28 juli 1985 i Fretin, Frankrike, är en fransk före detta fotbollsspelare. Han representerade under sin karriär Frankrikes landslag.

## Klubbkarriär
Den 13 augusti 2021 värvades Debuchy av Ligue 2-klubben Valenciennes, där han skrev på ett tvåårskontrakt med option på ytterligare ett år. Vid slutet av säsongen 2022/2023 valde Debuchy att avsluta sin fotbollskarriär.

## Meriter

### Klubblag
OSC Lille
- Ligue 1: 2010/2011
- Coupe de France: 2010/2011

Arsenal
- FA-cupen: 2014/2015
- FA Community Shield: 2014, 2015